# Giannos Papantoniou

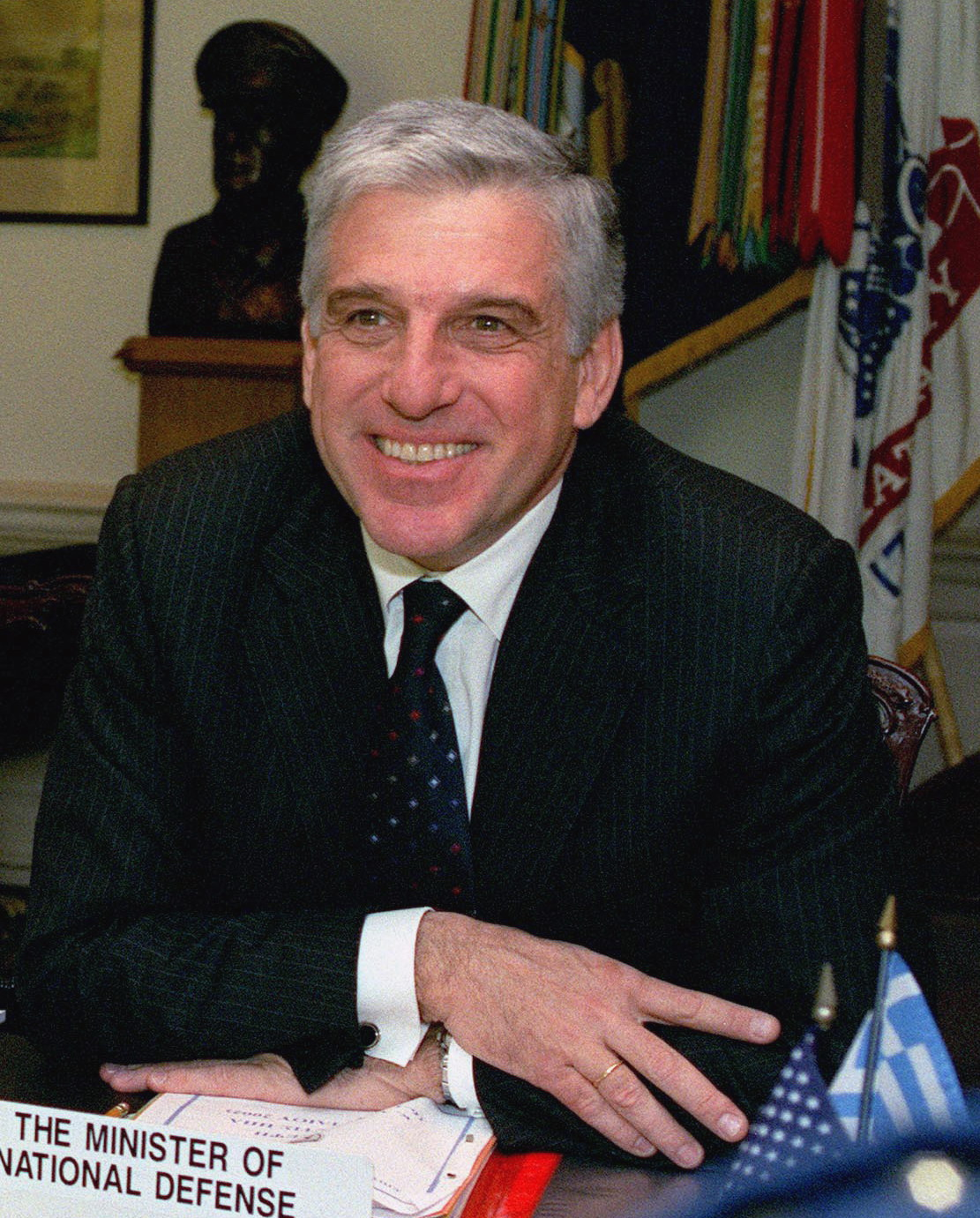
Giannos Papantoniou

Giannos Papantoniou (griechisch Γιάννος Παπαντωνίου; * 27. Juli 1949 in Paris) ist ein griechischer Politiker. Er war von 1996 bis 2004 Minister in verschiedenen Ressorts.
Giannos Papantoniou studierte Wirtschaftswissenschaften an den Universitäten von Athen und Wisconsin (USA) sowie Geschichtswissenschaften in Paris. Die Doktorarbeit in Wirtschaftswissenschaft schrieb er an der Universität Cambridge zum Thema Die Nachkriegsindustrialisierung Griechenlands.
Von 1977 bis 1978 unterrichtete Papantoniou im Bereich Wirtschaftswissenschaften der Universität Athen und führte einen Forschungsauftrag aus am Center of Planning und Economic Research, Athen.
Von 1978 bis 1981 war er Mitarbeiter der Wirtschaftsabteilung der OECD in Paris. Zusätzlich zu dieser Tätigkeit hat er in diesem Zeitraum Beiträge zur Entwicklung des Wirtschaftsprogrammes der Panhellenistischen Sozialistischen Bewegung (PASOK) geleistet.
1981 wurde er Abgeordneter der PASOK im Europäischen Parlament. Nach Beendigung dieses Mandates wurde er zum Berater des Premierministers in Fragen der Europäischen Gemeinschaft berufen. Gleichzeitig nahm er die Funktion des Vertreters Griechenlands im Ad-hoc-Komitee zur Beurteilung der institutionellen Probleme der europäischen Ausschüsse wahr, installiert durch den Europarat.
1985 wurde Papantoniou zum stellvertretenden Wirtschaftsminister und im März 1986 zum Minister für Handel berufen. Im Juni 1989 wurde er Abgeordneter im griechischen Parlament für den 1. Bezirk Athens. Die Wiederwahl erfolgte im Oktober 1993. Seit 1996 war er Minister für die Nationale Wirtschaft und die Finanzen, von 2001 bis 2004 Verteidigungsminister Griechenlands.
Gegen Papantoniou wurde wegen des Verdachts der Steuerhinterziehung ermittelt. Er soll in der Steuererklärung 2008 ein Millionenvermögen seiner Ehefrau verschwiegen haben. Er gibt an, von dem Konto seiner Frau nichts gewusst zu haben. Gegen eine Kaution von 50.000 Euro wurde er auf freien Fuß gesetzt. Am 18. November 2014 wurde er zu 4 Jahren Haft auf Bewährung verurteilt.
Im Sommer 2017 wurde gegen Papantoniou Anklage wegen Geldwäsche erhoben. Im Oktober 2018 wurden Papantoniou und seine Frau wegen des Verdachts der Annahme von Schmiergeldern für Rüstungsaufträge in Untersuchungshaft genommen. Die Justiz hatte auf den Konten des Ex-Ministers Geldbeträge entdeckt, die sie für Bestechungsgeld im Zusammenhang mit der Modernisierung von Schiffen der Kriegsmarine hält. Papantoniou vermutet hinter seiner juristischen Verfolgung politische Motive.